# Kicsi a bors, de erős
A Kicsi a bors, de erős (eredeti cím: Die Pfefferkörner) 1999 óta futó német televíziós krimisorozat, amelyet Katharina Mestre alkotott, a sorozatot a Studio Hamburg Produktion készíti. Németországban a Kinderkanal, míg Magyarországon az M2 sugározta.

## Cselekmény
A gyerekek mindig lelepleznek egy bűnszervezetet, vagy utcai bandákat.

## Szereplők
| Szereplő          | Színész          | Magyar hang                                      |
| ----------------- | ---------------- | ------------------------------------------------ |
| Jana              | Anna E. Herzog   | Vadász Bea                                       |
| Cem               | Ihsan Ay         | Kováts Dániel (1–2. évad) Berkes Bence (3. évad) |
| Natascha          | Vijessna Ferkic  | Bogdányi Titanilla                               |
| Fiete             | Julian Paeth     | Czető Roland                                     |
| Vivi              | Aglaja Brix      | Strausz Viktória                                 |
| Paul              | Lukas Decker     | Jelinek Márk                                     |
| Jonanna / Jojo    | Carlotta Cornehl | Kántor Kitty                                     |
| Katja             | Jana Fomenko     | Czető Zsanett                                    |
| Xiao Meng / Panda | Tim Patrick Chan | Baráth István                                    |

## Évados áttekintés
| Évad | Epizódok | Hivatalos premier  | Hivatalos premier  | Magyar premier(M2) | Magyar premier(M2) |
| Évad | Epizódok | Évadpremier        | Évadfinálé         | Évadpremier        | Évadfinálé         |
| ---- | -------- | ------------------ | ------------------ | ------------------ | ------------------ |
| 1.   | 13       | 1999. december 27. | 2000.január 12.    | 2014. július 12.   | 2014. október 4.   |
| 2.   | 13       | 2001. március 22.  | 2002. február 13.  | 2014. október 11.  | 2015. január 3.    |
| 3.   | 13       | 2003. január 2.    | 2003. január 21.   | 2014. január 10.   | 2014. április 4.   |
| 4.   | 13       | 2004. február 26.  | 2005. január 11.   | 2015. április 11.  | 2015. július 4.    |
| 5.   | 13       | 2008. március 15.  | 2008. június 17.   |                    |                    |
| 6.   | 13       | 2009. április 11.  | 2009. július 4.    |                    |                    |
| 7.   | 13       | 2010. október 9.   | 2011. január 29.   |                    |                    |
| 8.   | 13       | 2011. február 5.   | 2011. április 23.  |                    |                    |
| 9.   | 13       | 2012. október 8.   | 2012. október 12.  |                    |                    |
| 10.  | 13       | 2013. november 16. | 2013. december 21. |                    |                    |
| 11.  | 13       | 2014. október 25.  | 2014. december 27. |                    |                    |
| 12.  | 13       | 2015. november 7.  | 2015. december 19. |                    |                    |
| 13.  | 13       | 2016. november 20. | 2016. december 10. |                    |                    |
| 14.  | 13       | 2017. november 12. | 2017. december 17. |                    |                    |
| 15.  | 13       | 2018. november 24. | 2018. december 29. |                    |                    |
| 16.  | 13       | 2019. november 23. | 2019. december 28. |                    |                    |
| 17.  | 13       | 2021. február 20.  | 2021. március 27.  |                    |                    |

### 1. évad
1. A zsarolás
2. Kicsoda Jeremy?
3. Kígyó a csőben
4. A cirkusz vonzása
5. Cem és Rachael
6. A bomba
7. A világ legdrágább kerékpárja
8. Ámokfutás
9. Sztárallűrök
10. Méreg az Elbában
11. A piros kabát
12. Szent Iván ünnep
13. A váratlanul előkerült kincs

### 2. évad
1. Romlott hal a menyasszonynak
2. A múmia átka
3. A mackó kiszabadul
4. Vivi Einstein
5. Katharina eltűnt
6. Jürmala
7. A hamisító
8. Graffiti
9. Huligános
10. A kalóz
11. Cem nagymamája
12. Az ezüst elefánt
13. Boldog karácsonyt!

### 3. évad
1. Piff-puff, dirr-durr
2. Tőzsdeláz
3. Ételrablás
4. A pizzabanda
5. A fahasogató
6. Lámpaláz
7. Harc a hajóért
8. A tanú
9. Halálos hulladék
10. Ipari kémkedés
11. Császári teáskanna
12. A gyanú árnyékában
13. Idegen tollakkal

### 4. évad
1. Lopják a bringámat
2. Hatalmi játékok
3. Orosz titkok
4. Vigyázat, krokodil!
5. Kutyaügyek
6. Panda testőre
7. Dobverés
8. Apák napja
9. A guruló banda
10. Paul bajban van
11. Szabotázs a versenypályán
12. A holdünnep
13. Karrierálmok